# امامزاده منصور
بنای امامزاده منصور مربوط به دوره صفوی است و در شهرستان بوئین‌زهرا، بخش آوج، روستای منصور واقع شده و این اثر در تاریخ ۲۵ اسفند ۱۳۸۰ با شمارهٔ ثبت ۵۴۸۲ به‌عنوان یکی از آثار ملی ایران به ثبت رسیده است.